# Fanfilm
Fanfilm är en film som skapas av fans egna versioner av en långfilm, TV-serie, datorspel och tecknad serie m.fl.; Braxtanfilm är ett exempel av filmbolagen på internet som gör sådant.
Under 1960-, 1970-, och 1980-talet gjordes många fanversioner av Hollywoodstorfilmer, till exempel Süpermenler (Superman), 3 Dev Adam (Spider-Man), Mahakaal (Terror på Elm Street), och Dünyayı Kurtaran Adam (Star Wars).